# Đoạn ST

Điện tâm đồ bình thường

Trong điện tâm đồ, đoạn ST là đoạn nằm giữa phức bộ QRS và sóng T, có thời gian từ 0,005 đến 0,150 giây (5 đến 150 mili giây).
Đoạn ST bắt đầu ở điểm J (điểm giữa phức bộ QRS và đoạn ST) và kết thúc ở điểm bắt đầu của sóng T. Tuy nhiên, vì thường khó xác định chính xác vị trí kết thúc đoạn ST và vị trí bắt đầu sóng T, nên đọc đoạn ST và sóng T và xác định mối quan hệ của hai sóng cùng lúc. Thời gian đoạn ST thông thường vào khoảng 0,08 giây (80 ms). Về cơ bản, đoạn ST phải cùng biên độ với đoạn PR và đoạn TP.
Đoạn ST đại diện cho giai đoạn đẳng điện khi tâm thất ở giữa quá trình khử cực và tái phân cực.

## Đọc đoạn ST

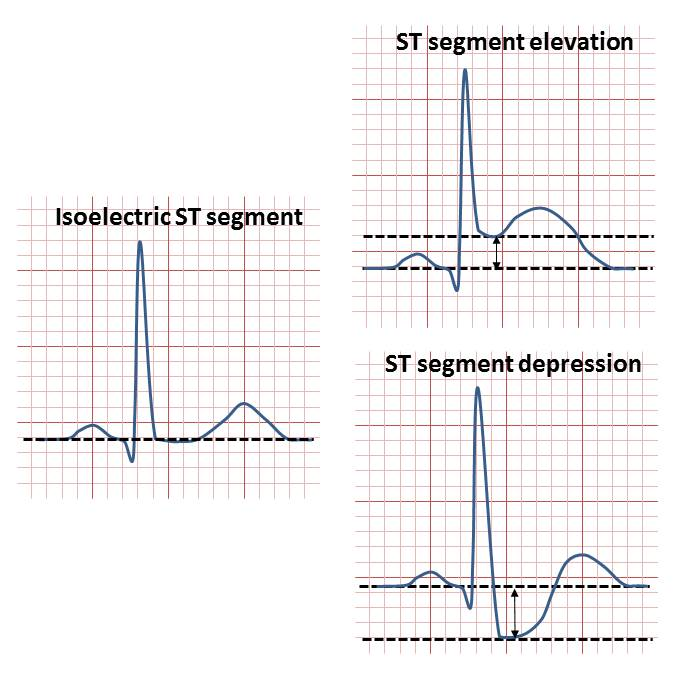
Hình minh họa đoạn ST chênh lên và lõm xuống

- Hình minh họa đoạn ST chênh lên và lõm xuống Đoạn ST bình thường hơi lõm, mặt lõm phía trên, nằm trên đường đẳng điện hoặc chênh lên, chênh xuống rất ít.
- ST chênh lên trong nhồi máu cơ tim. ST chênh khi biên độ >1mm và thời gian dài hơn 80 mili giây sau điểm J. Tỷ lệ dương tính giả là 15-20% (tỷ lệ này ở nữ cao hơn nam một chút) và tỷ lệ âm tính giả là 20-30%.[1]
- ST chênh xuống có thể liên quan đến thiếu máu cục bộ cơ tim, nhồi máu cơ tim dưới nội tâm mạc, hạ kali máu, hoặc ngộ độc digitalis.[2]

## Điện tâm đồ thai nhi
Trong điện tâm đồ thai nhi, phân tích dạng sóng ST (viết tắt là STAN) để quan sát mức độ thiếu kiềm của thai nhi.